# Авалиани, Теймураз Георгиевич
Теймура́з Гео́ргиевич Авалиа́ни (груз. თეიმურაზ გიორგის ძე ავალიანი; 18 сентября 1932 года, г. Ленинград, РСФСР, СССР, — 25 октября 2021 года, г. Москва, Российская Федерация) — советский и российский политический деятель.

## Биография
Родился 18 сентября 1932 года в Ленинграде в семье рабочего. Провёл детство в блокадном Ленинграде.

### Образование
Окончил в 1948 году ремесленное училище в городе Щербаков Ярославской области, затем — Всесоюзный заочный финансово-экономический институт.
С августа 1956 года — в Кузбассе, 17 лет проработал на шахте им. Вахрушева: работал подземным электрослесарем, проходчиком, заместителем начальника шахты. В 1973—1984 гг. — генеральный директор производственного объединения «Кузбассобувь». В 1984 г. — главный горняк Всесоюзного производственного объединения «Облкемеровоуголь». В 1984—1990 гг. — заместитель директора дирекции по капитальному строительству производственного объединения «Киселёвскуголь». В 1990—1991 гг. — первый секретарь Киселёвского горкома КПСС.

### Политическая деятельность
В апреле 1989 года избрался народным депутатом СССР от Беловского территориального избирательного округа № 193 Кемеровской области. Входил в Межрегиональную депутатскую группу, затем — в депутатскую группу «Союз».

В июле 1989 года — председатель забастовочного комитета Кузбасса, с 1 августа 1989 года по 26 января 1990 года — председатель Совета рабочих комитетов Кузбасса. Ушёл с должности председателя в связи с разногласиями в Совете.
14 марта 1990 года на III (внеочередном) Съезде народных депутатов СССР призвал депутатов голосовать против избрания М. С. Горбачёва Президентом СССР и резко осудил его политику. 31 марта 1990 года был избран первым секретарём Киселёвского горкома КПСС. На 28 съезде КПСС в 1990 году выдвигался на пост Генерального секретаря, собрал 501 голос.
С 1990 по 1991 годы — член ЦК КП РСФСР.
В 1991 году был доверенным лицом кандидата в президенты РСФСР Вадима Бакатина. В феврале 1992 года был членом Оргкомитета по подготовке и проведению Чрезвычайного Съезда народных депутатов СССР.
Входил в Оргкомитет ЦК КПСС, избран членом Совета и Политисполкома Союза Коммунистических партий — КПСС.
В конце 1991 года был избран членом ЦК Российской коммунистической рабочей партии. В 1993 году вместе с подавляющим большинством Кемеровской областной парторганизации перешёл из РКРП в воссозданную КПРФ. Первый секретарь Кемеровского областного комитета КПРФ, член ЦК КПРФ. В марте 1993 года был избран членом Совета Союза Коммунистических партий — КПСС, был членом Политисполкома Совета СКП-КПСС. В 1992 году входил в Оргкомитет по подготовке и проведению VI Чрезвычайного Съезда народных депутатов СССР, на съезде был избран членом Постоянного Президиума Съезда народных депутатов СССР.
После разгона Верховного Совета РФ в 1993 году работал помощником депутата Государственной Думы РФ первого созыва. В 1995 году избран в Государственную Думу РФ второго созыва по 89-му Ленинск-Кузнецкому одномандатному округу (набрав 20,43 % голосов), являлся членом депутатской группы «Народовластие», председателем подкомитета по экономическому сотрудничеству с государствами-участниками СНГ, Комитета Государственной Думы по делам СНГ и связям с соотечественниками. В декабре 1996 года выступил на пленуме КПРФ с резкой критикой Геннадия Зюганова.
В 1997 году заявлял о намерении принять участие в выборах губернатора Кемеровской области, однако затем в них не участвовал.
Являлся руководителем Кемеровского областного комитета КПРФ. В 1998 году был исключён из рядов КПРФ после V съезда за раскольническую деятельность. Восстановлен и в феврале 1999 года вновь избран первым секретарем Кемеровского обкома КПРФ. Спустя менее чем 2 года снова исключён из партии. Возглавлял оппозицию кемеровскому губернатору Аману Тулееву.
В 2000 году баллотировался в Государственную думу во второй раз от 210-го округа (Санкт-Петербург). В ноябре 2000 года вместе с Олегом Васильевичем Шеиным выдвинул на рассмотрение Госдумы так называемый «профсоюзный вариант» Трудового кодекса Российской Федерации.
Скончался 25 октября 2021 года в городе Москве.

### Семья
Был женат, имел сына и дочь.

## Политическая позиция
Из письма членам политбюро ЦК КПСС Т. Г. Авалиани накануне XXVII съезда. («Общая газета», май 1999 г.)
«Промедление ещё на пять лет с пересмотром методов руководства советским обществом может дорого обойтись. Нельзя допустить, чтобы съезд опять вылился в театрализованный спектакль. Вы слишком долго думаете, прежде чем что-то сказать, а тем более сделать. Если в стране случится критическая ситуация, вы не сможете адекватно отреагировать»